# Півдайм
Півдайм (англ. half dime) — історична срібна монета коштом у ½ дайма (5 центів), або 1/20 долара США. З 1860-х років цій монеті відповідає монета у 5 центів.

## Історія
Випуск півдайма був затверджений Монетним актом від 1792 року. Ці монети були набагато менші, ніж дайми в діаметрі й товщині, щоб бути половиною дайма.
У 1860-ті роки, потужні нікелеві інтереси успішно лобіювали для створення нових монет, які будуть виготовлені з мідно-нікелевого сплаву; виробництво таких монет почалося у 1865 році, і були виражені в двох номіналах — три та п'ять центів (остання введена в 1866 році).
Введення мідно-нікелевої монети номіналом у п'ять центів, дублювало в обігу срібний півдайм. Карбування монет півдаймів було припинено у 1873 році.

## Півдайм 1792 року
Монета півдайм, була одною з найбільш ранніх монет Монетного двору США. Започаткована законом від 2 квітня 1792, вона була в обігу до 1873. До 1829 року номінал монети не вказувалося.

## «Розпущене волосся» («Flowing Hair») 1794—1795
Монета півдайм, «Розпущене волосся» була розроблена Робертом Скотом. Цей самий дизайн був також використаний для дайма і срібного долара, викарбуваних у той же період. На аверсі зображено портрет Свободи. Аналогічне зображення з'являється у 1794 році на півценті й на центі, але у ковпаку свободи. Півдаймів версії 1794 року було викарбувано 7 765, версії 1795 — 78 660. Карбований протягом 1794-1795 років, срібний долар є дуже рідкісним і однією з найдорожчих монет у світі. Відомо про існування 150-200 подібних монет.

## «Драпований бюст», з малим орлом («Draped Bust») 1796—1797

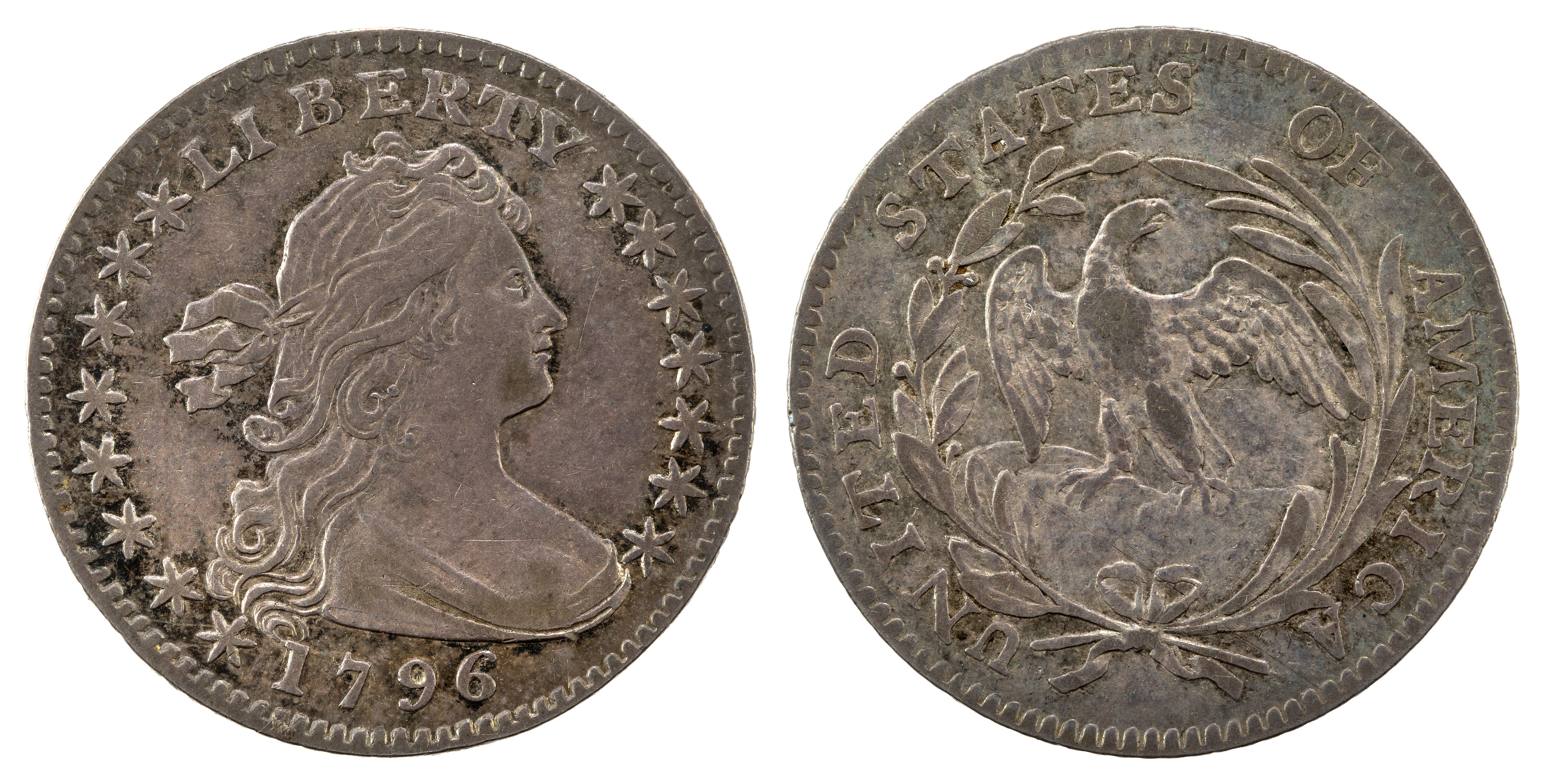
Півдайм 1796 року

На аверсі монети був заснований на ескізі художника Гілберта Стюарта, вигравіруваними штампами РобертаСкота і Джона Екштейна. Первинний тип 1796 року має п'ятнадцять зірок, що представляють то число штатів в союзі. У 1797 році, карбувалися півдайми де були п'ятнадцять зірок, але пізніше на монетах з'явилася шістнадцята зірка, додана після прийняття до США Теннессі. Також є монети з де тринадцять зірок, різновид який з'явився після того, як стало зрозуміло, що продовжувати додавати зірки до малюнку, при приєднанні нових штатів не має можливості. На реверсі відкритий вінок навколо маленького орла, що сидить на хмарі. Було викарбувано 54 757 півдаймів цього типу.

## «Драпований бюст», з геральдичним орлом («Draped Bust») 1800—1805

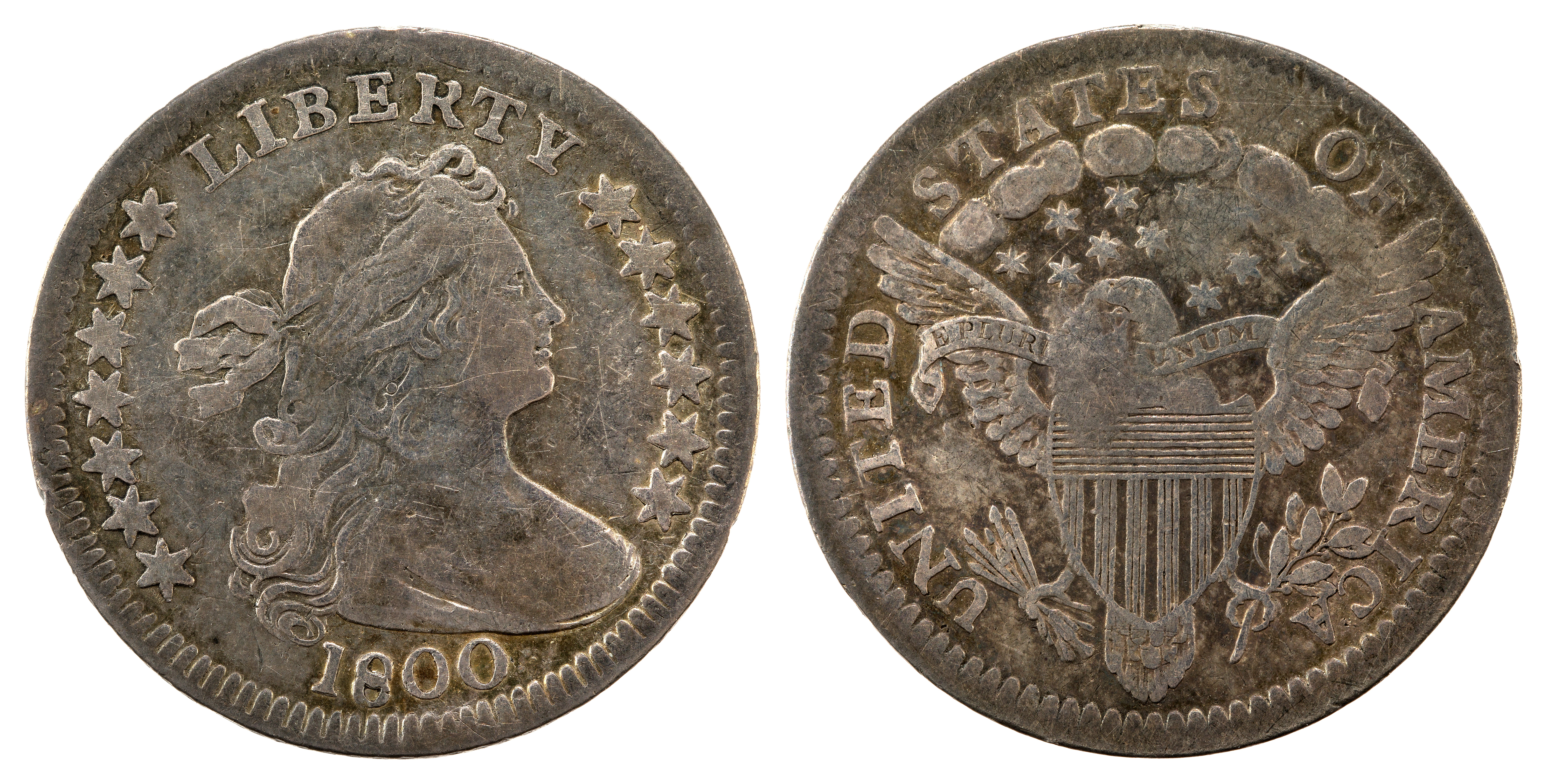
Півдайм 1800 року

Після дворічної перерви, карбування півдаймів відновлено у 1800 році. Аверс залишався по суті такий же, як з попередньою версією, але вигляд реверсу було змінено. Орел тепер був розпростертими крилами, геральдичний стиль. Цей вигляд вперше з'явилася на золотих монетах номіналом чверть долара і півдолара, а потім на даймах і доларах у 1790-х роках. Карбування серії ніколи не перевищував 40 000, На півдаймах карбування 1804 року відсутні позначки номіналу та монетного двору. Усі були викарбувані в Філадельфії.

## Свобода у фригійському ковпаку («Capped Bust») 1829—1837

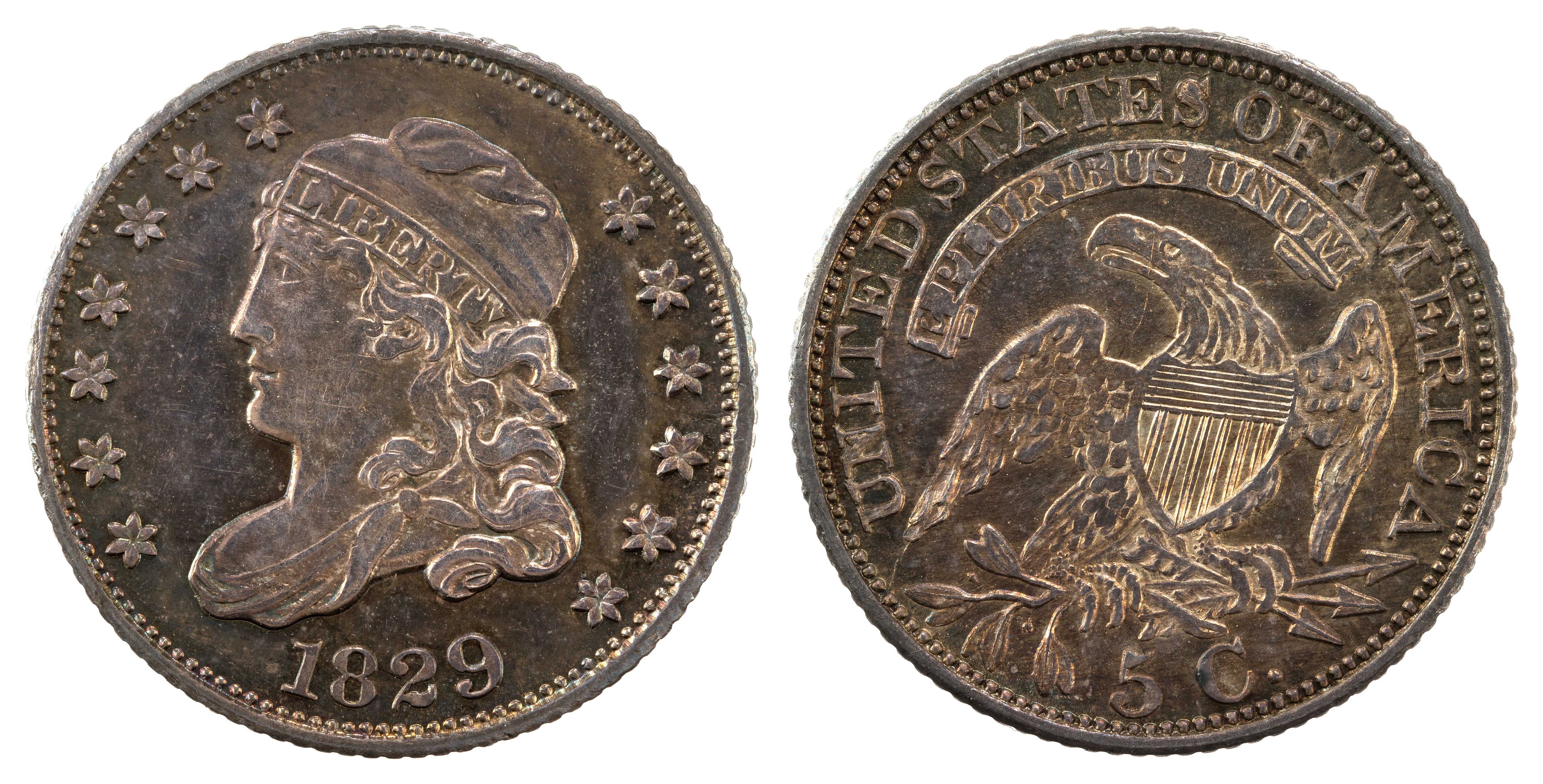
Півдайм 1829 року

Виробництво півдаймів відновилося у 1829 році, з новим дизайном з головним гравер Вільямом Кнессом, який, як вважають, адаптували більш ранню конструкцію Джона Райха (англ. John Reich). Всі монети були викарбувані в Філадельфії і не містять позначення монетного двору. Максимальна кількість викарбуваних монет серії була у 1835 році — 2 760 000, мінімальна — 871 000 була у 1837 році. У 1837 році карбувалися два типи півдаймів, «Свобода у фригійському ковпаку», та пізніший різновид монети «Свобода, що сидить».

## Свобода, що сидить («Seated Liberty») 1837—1873
Це були останні срібні викарбувані срібні монети номіналом у півдайми. Зображення на аверсі, Свобода сидить на скелі і тримає щит і вперше було задумано у 1835 році і спочатку використовувалося на срібних доларах 1836 року. Серія ділиться на кілька підтипів. Перший з них було викарбувано у Філадельфії в 1837 році і у Новому Орлеані у 1838 році; він не несе зірок на аверсі. У 1838 році півколо з 13 зірок було додано на аверс монети, і ця базова конструкція була використана в 1859 році. У 1853 році, маленькі стрілки були додані в кожну сторону від дати, щоб відобразити зниження ваги через зростання цін на срібло, і стрілки залишалися на місці до 1855 року. Стрілки було прибрано з аверсу у 1856 році, цей дизайн існував до 1859 року. В 1860 році, вигляд аверсу було модифіковано, зірки були замінені з написом «Сполучені Штати Америки», на реверсі вінок було збільшено. Цей проект залишився незмінним до кінця випуску серії. На монетах цієї серії, на реверсі було вже позначено номінал монет «HALF DIME». У 1978 році з'явилася серія монет півдайма 1870 року, монетного двора Сан-Франциско (S). Півдайми цієї серії карбувалися у Філадельфії, Сан-Франциско і у Новому-Орлеані. Загальна кількість 84 828 478 монет.

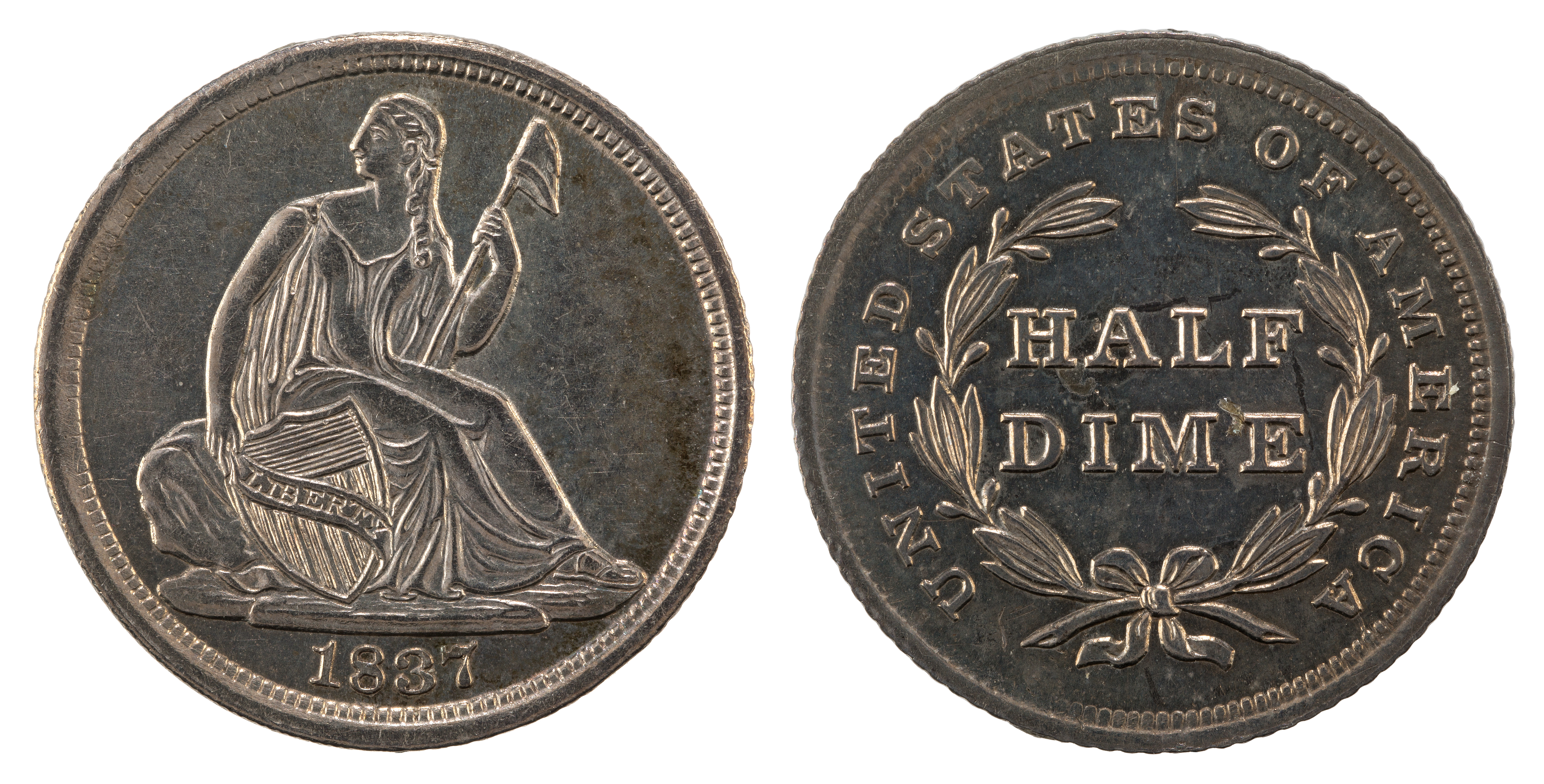
Півдайм 1837 року, без зірок
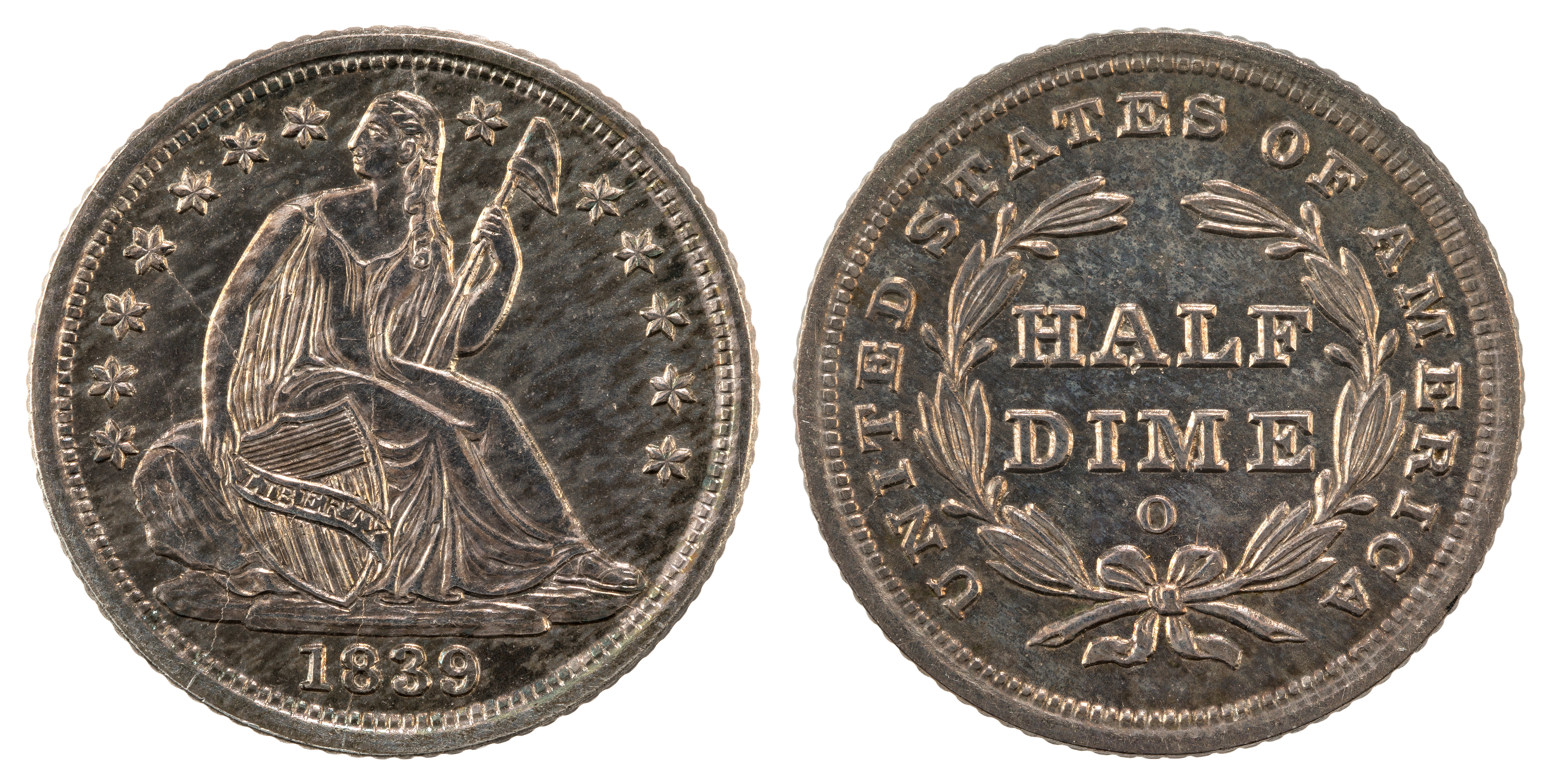
Півдайм 1839 року, з зірками
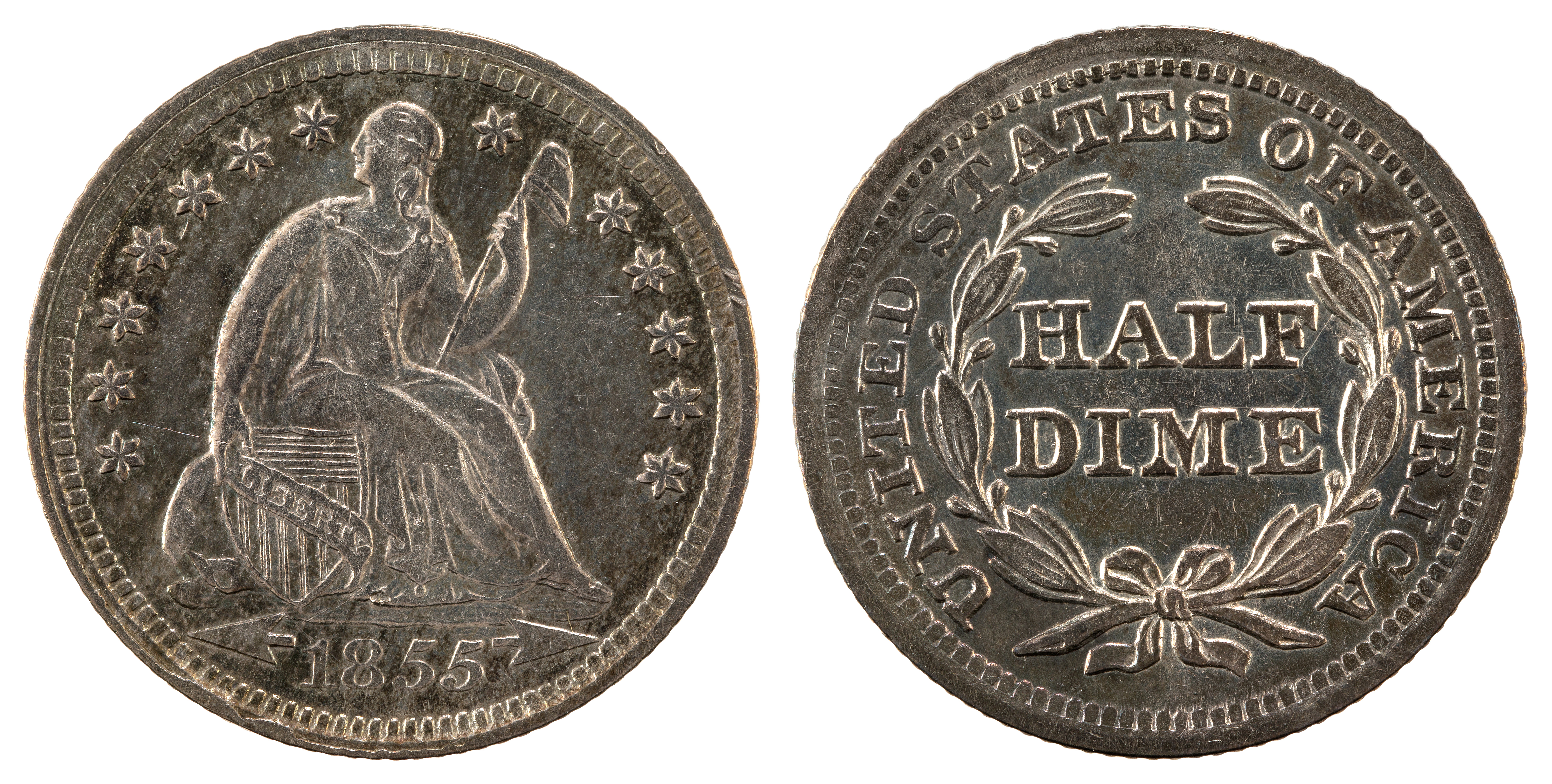
Півдайм 1855 року, з зірками та стрілками
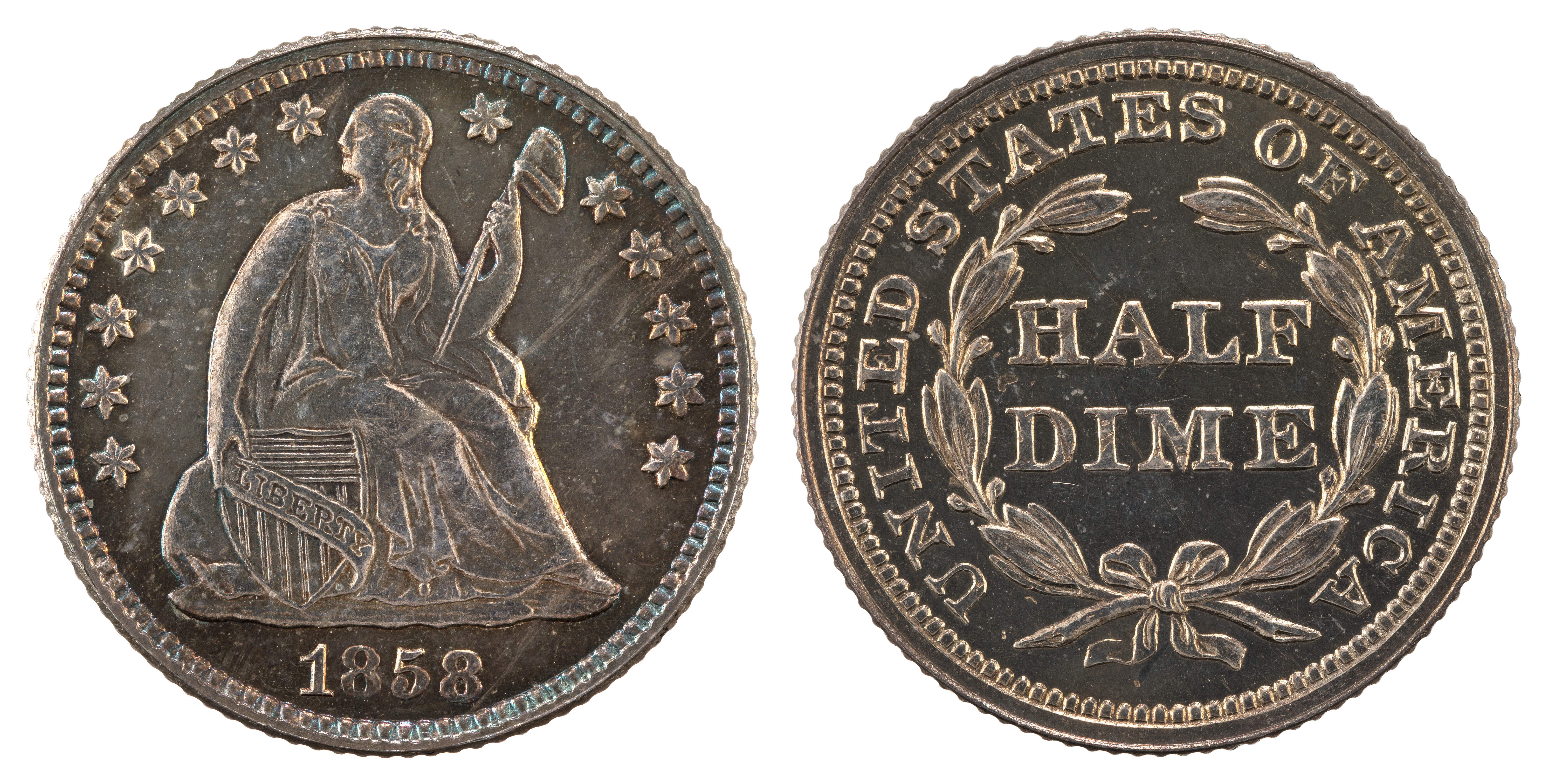
Півдайм 1858 року, з зірками без стрілок
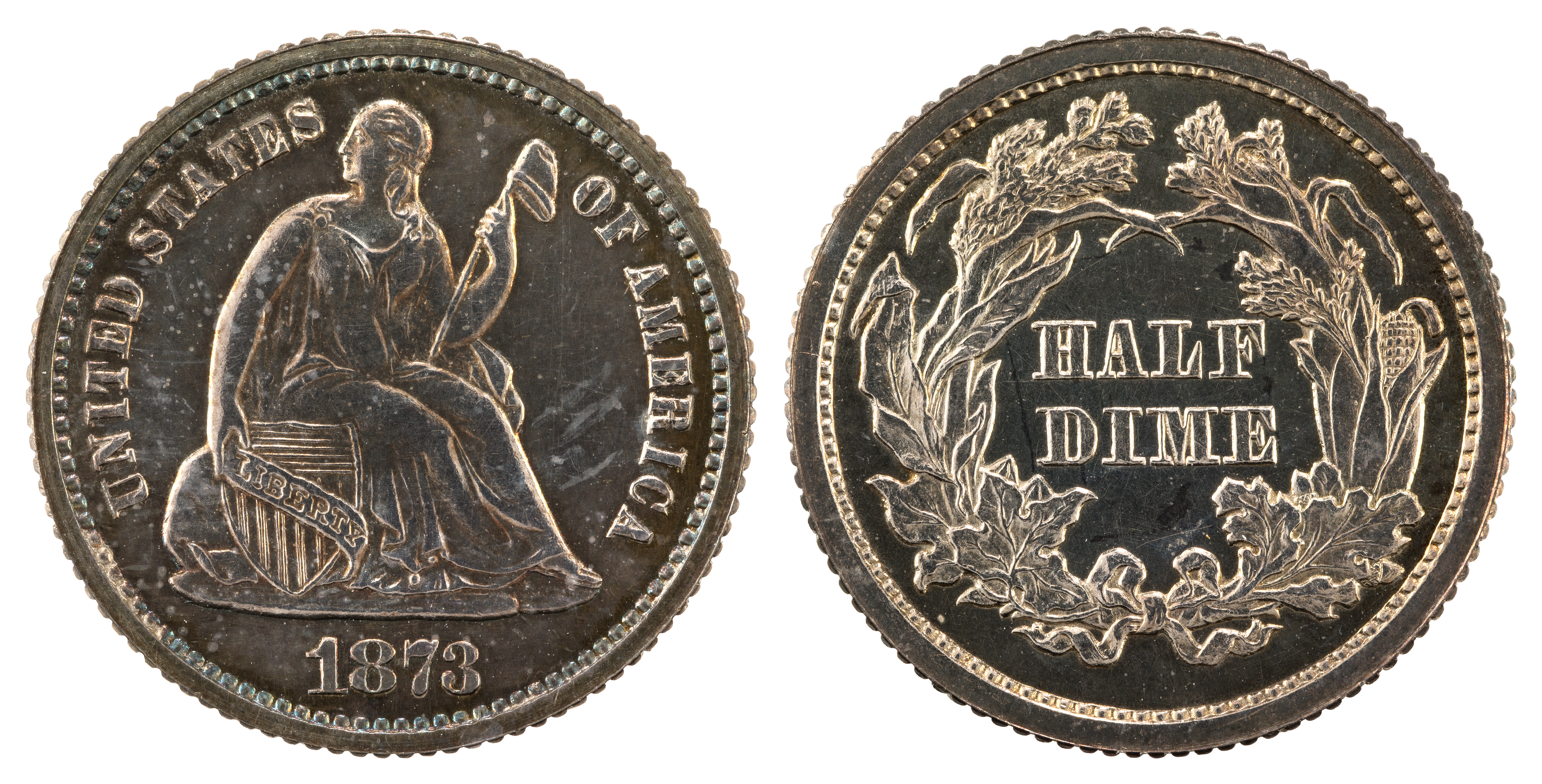
Півдайм 1873 року, з написом

## Джерело
- Нумізматичний сайт